# Epigrus insularis
Epigrus insularis är en snäckart som beskrevs av Oliver 1915. Epigrus insularis ingår i släktet Epigrus och familjen Pyramidellidae. Inga underarter finns listade i Catalogue of Life.